# Ultratriathlon
Der Ultratriathlon hat sich im Laufe der Jahre als eine eigene Triathlon-Disziplin etabliert. Dabei werden Wettkämpfe über die mehrfache Ironman-Distanz ausgetragen.

## Organisation
Die bekanntesten sind der Double Ultratriathlon (2 ×), der Triple Ultratriathlon (3 ×), der Quintuple Ultratriathlon (5 ×) und der Deca Ultratriathlon (10 ×).
Noch extremere Wettkämpfe über die zwanzig- oder dreißigfache Ultratriathlon-Distanz sind extrem selten:
- Zwei Double Deca Ultratriathlons (20 ×) fanden 14. August bis 2. September 2016[1] und vom 12. bis 31. August 2019 in Buchs SG (Schweiz) statt.
- Ein Triple Deca Ultratriathlon (30 ×) fand vom 8. September bis 8. Oktober 2013 in Lonato del Garda (Italien) statt.[2]

Die Wettkämpfe werden unter dem Reglement des offiziellen Ultratriathlon-Weltverbands International Ultra Triathlon Association (IUTA) durchgeführt. Die Weltmeisterschaft im Ultratriathlon wird meist über die zwei- oder dreifache Distanz ausgetragen.

### Distanzen
Die Grunddistanzen betragen 2,4 Meilen Schwimmen (3,862 4 km), 112 Meilen Radfahren (180,246 5 km) und eine Marathonstrecke Laufen (42,195 km). Zusammen sind das 140,62 Meilen (226,304 km).
|         | Bezeichnung                     | Schwimmen  | Radfahren  | Laufen     |
| ------- | ------------------------------- | ---------- | ---------- | ---------- |
| 01-fach | Ultratriathlon (Ironmandistanz) | 03,862 km  | 0180,25 km | 042,20 km  |
| 02-fach | Double Ultratriathlon           | 07,725 km  | 0360,49 km | 084,39 km  |
| 03-fach | Triple Ultratriathlon           | 011,587 km | 0540,74 km | 0126,59 km |
| 04-fach | Quadruple Ultratriathlon        | 015,450 km | 0720,99 km | 0168,78 km |
| 05-fach | Quintuple Ultratriathlon1)      | 019,312 km | 0901,23 km | 0210,98 km |
| 10-fach | Deca Ultratriathlon1)           | 038,624 km | 1802,47 km | 0421,95 km |
| 20-fach | Double Deca Ultratriathlon1)    | 077,249 km | 3604,93 km | 0843,90 km |
| 30-fach | Triple Deca Ultratriathlon2)    | 115,873 km | 5407,40 km | 1265,85 km |

1) Alle Ultratriathlon – Distanzen gibt es in zwei Varianten:
- Die klassische Variante (continuous / alle Distanzen am Stück) wurde 1992 in Monterrey zum ersten Mal ausgetragen.
- Die neue Variante (one per day / jeden Tag ein Ultratriathlon) hatte 2006 ihre Weltpremiere in Monterrey/Mexiko.

2) Den Triple Deca Ultratriathlon gab es bisher nur in den folgenden Varianten:
- 30 Ironmans an 30 aufeinanderfolgenden Tagen (2013 am Gardasee, 21 Teilnehmer)
- 15 Tage Schwimmen, 15 Tage Radfahren, 15 Tage Laufen (2020)

## Inoffizielle Weltbestzeiten der Männer der IUTA
Die IUTA ist ein privater kleiner Verein in Österreich, der nicht dem nationalen Verband bzw. der ITU oder ETU angehört. Die Rekorde sind daher inoffiziell. Quelle:
| Disziplin                             | Zeiten      | Zeiten  | Athlet              | Jahr | Ort            |
| ------------------------------------- | ----------- | ------- | ------------------- | ---- | -------------- |
| Ultratriathlon (Ironman)              | 007:23:24 h |         | Magnus Ditlev       | 2024 | Roth           |
| Double Ultratriathlon continuous      | 018:44:38 h | 00,78 d | Robert Karaś        | 2019 | Panevėžys      |
| Double Ultratriathlon day             | 020:51:27 h |         | João Rebelo         | 2024 | Vinni          |
| Triple Ultratriathlon continuous      | 030:48:57 h | 01,28 d | Robert Karaś        | 2018 | Lensahn        |
| Triple Ultratriathlon day             | 034:09:35 h |         | Mateusz Wisniewski  | 2023 | Colmar         |
| Quadruple Ultratriathlon continuous   | 053:41:00 h | 02,24 d | Søren Højbjerre     | 1993 | Székesfehérvár |
| Quadruple Ultratriathlon day          | 051:41:16 h |         | Martin Qvist        | 2022 | Manuel Doblado |
| Quintuple Ultratriathlon continuous   | 067:45:51 h |         | Adrian Kostera      | 2022 | Colmar         |
| Quintuple Ultratriathlon day          | 049:32:49 h |         | Rait Ratasepp       | 2022 | Buchs SG       |
| Deca Ultratriathlon continuous        | 182:43:43 h | 07,60 d | Kenneth Vanthuyne   | 2022 | Buchs SG       |
| Deca Ultratriathlon day               | 106:11:53 h |         | Rait Ratasepp       | 2024 | Vinni          |
| Double Deca Ultratriathlon continuous | 437:21:40 h | 18,22 d | Vidmantas Urbonas   | 1998 | Monterrey      |
| Double Deca Ultratriathlon day        | 241:46:45 h | 10,07 d | Norbert Lüftenegger | 2019 | Buchs SG       |

Im Januar 2025 wurde der polnische Ultratriathlet Robert Karaś mit einer achtjähriger Dopingsperre belegt.

## Inoffizielle Weltbestzeiten der Frauen der IUTA
(Quelle: International Ultra Triathlon Association)
| Disziplin                             | Zeiten      | Zeiten  | Athlet              | Jahr | Ort             |
| ------------------------------------- | ----------- | ------- | ------------------- | ---- | --------------- |
| Ultratriathlon (Ironman)              | 008:02:38 h |         | Anne Haug           | 2024 | Roth            |
| Double Ultratriathlon                 | 022:55:19 h |         | Sabina Bartecka     | 2024 | Bad Radkersburg |
| Double Ultratriathlon day             | 024:58:07 h | 01,04 d | Marie Veslestaul    | 2019 | León            |
| Triple Ultratriathlon continuous      | 036:13:55 h |         | Alicja Pyszka-Bazan | 2024 | Lensahn         |
| Triple Ultratriathlon day             | 036:35:28 h |         | Eva Hürlimann       | 2023 | Buchs SG        |
| Quadruple Ultratriathlon continuous   | 059:15:00 h | 02,47 d | Astrid Benöhr       | 1993 | Székesfehérvár  |
| Quintuple Ultratriathlon continuous   | 073:52:09 h |         | Mareile Hertel      | 2024 | Colmar          |
| Quintuple Ultratriathlon day          | 066:52:25 h | 02,79 d | Eva Hürlimann       | 2018 | Buchs SG        |
| Deca Ultratriathlon continuous        | 247:07:21 h | 10,30 d | Christine Couldrey  | 2018 | New Orleans     |
| Deca Ultratriathlon day               | 137:23:43 h |         | Alexandra Meixner   | 2022 | Buchs SG        |
| Double Deca Ultratriathlon continuous | 554:56:32 h |         | Alexandra Meixner   | 2023 | Buchs SG        |
| Double Deca Ultratriathlon day        | 279:37:48 h | 11,65 d | Alexandra Meixner   | 2016 | Buchs SG        |

In der Liste sind manche Einträge möglicherweise inoffizielle Rekorde. So wird der Double Rekord von Tina Bischoff (1994) als inoffiziell bezeichnet.

## IUTA World Cup
Quelle:
| Jahr | Sieger                                       | Siegerin                                     |
| ---- | -------------------------------------------- | -------------------------------------------- |
| 2024 | Goulwenn Tristant -4-                        | Alexandra Meixner -3-                        |
| 2023 | Goulwenn Tristant -3-                        | Marion Rita Dang                             |
| 2022 | Goulwenn Tristant -2-                        | Nadine Zacharias                             |
| 2021 | Josh Kiecker                                 | Melissa Paurowski                            |
| 2020 | - entfallen aufgrund der COVID-19-Pandemie - | - entfallen aufgrund der COVID-19-Pandemie - |
| 2019 | Norbert Lüftenegger -2-                      | Marie Veslestaul                             |
| 2018 | Henning Olsrud                               | Alexandra Meixner -2-                        |
| 2017 | Konstantinos Zemadanis                       | Shanda Hill                                  |
| 2016 | Goulwenn Tristant -1-                        | Alexandra Meixner -1-                        |
| 2015 | Norbert Lüftenegger -1-                      | Šárka Kolbová -4-                            |
| 2014 | Kamil Šuráň -2-                              | Katrin Burow                                 |
| 2013 | Kamil Šuráň -1-                              | Manuela Correc                               |
| 2012 | Steve Harvey                                 | Šárka Kolbová -3-                            |
| 2011 | Paul Thompson                                | Vicki Würfl                                  |
| 2010 | Antal Vőneki                                 | Šárka Kolbová -2-                            |
| 2009 | Ferenc Szőnyi                                | Šárka Kolbová -1-                            |
| 2008 | Marcel Heinig                                | Anikó Hoor                                   |
| 2007 | Tamás Zsolt                                  | Susanne Beisenherz -2-                       |
| 2006 | Pascal Jolly                                 | Susanne Beisenherz -1-                       |
| 2005 | Emmanuel Conraux                             | Astrid Benöhr -11-                           |
| 2004 | Giacomo Maritati                             | Suraya Oliver                                |
| 2003 | Martin Schytil -2-                           | Astrid Benöhr -10-                           |
| 2002 | Martin Schytil -1-                           | Astrid Benöhr -9-                            |
| 2001 | Christoph Eggenberger                        | Astrid Benöhr -8-                            |
| 2000 | Beat Knechtle                                | Astrid Benöhr -7-                            |
| 1999 | Guy Rossi -3-                                | Silvia Wieneke -2-                           |
| 1998 | Vidmantas Urbonas -2-                        | Silvia Wieneke -1-                           |
| 1997 | Guy Rossi -2-                                | Astrid Benöhr -6-                            |
| 1996 | Vidmantas Urbonas -1-                        | Astrid Benöhr -5-                            |
| 1995 | Erik Seedhouse                               | Astrid Benöhr -4-                            |
| 1994 | Søren Højbjerre                              | Astrid Benöhr -3-                            |
| 1993 | Guy Rossi -1-                                | Astrid Benöhr -2-                            |
| 1992 | Wito De Meulder                              | Astrid Benöhr -1-                            |
| 1991 | Wolfgang Erhard -2-                          | Angelika Castaneda                           |
| 1990 | Wolfgang Erhard -1-                          | Sylvia Andonie                               |